# Bilopillja

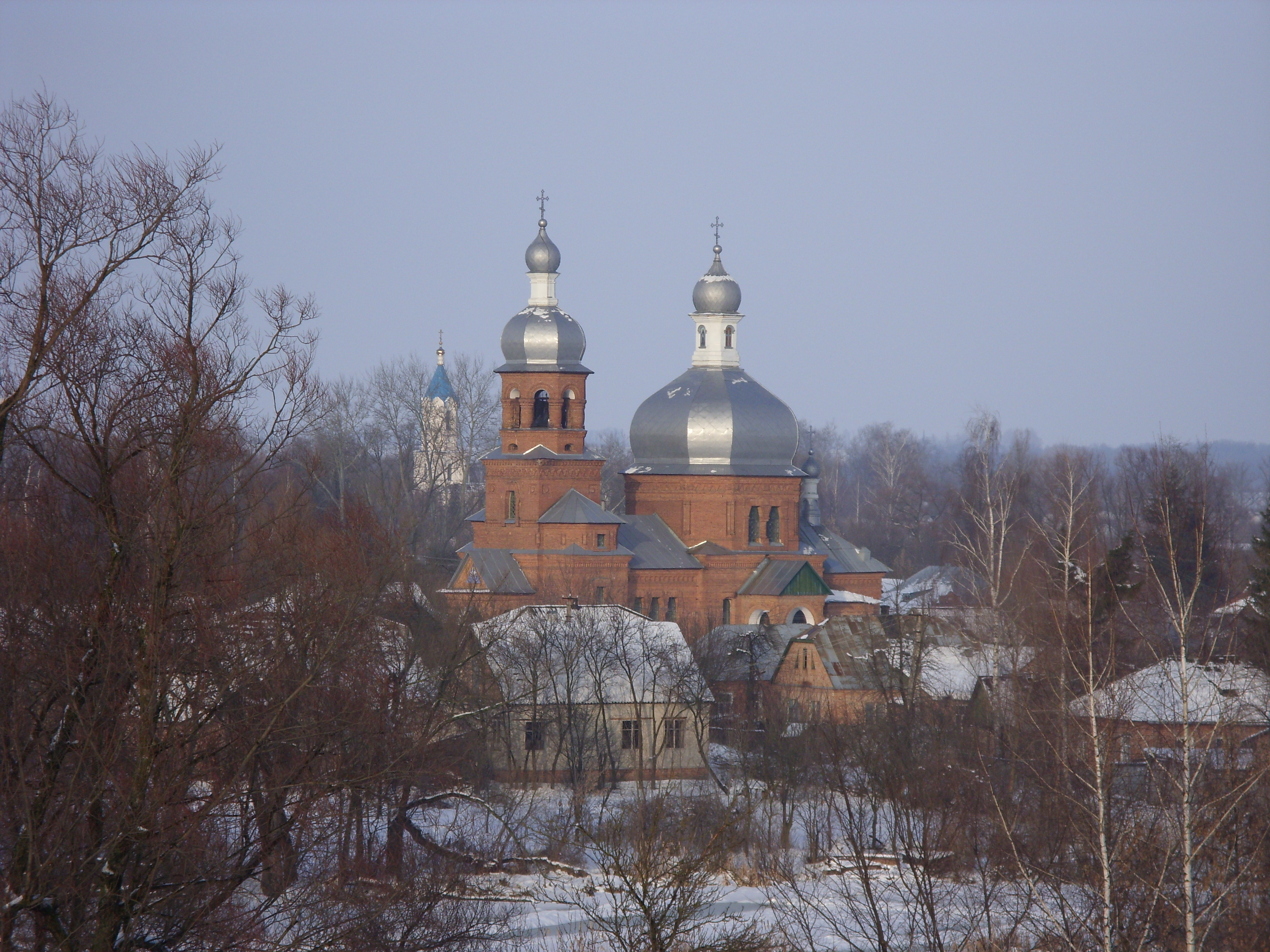
Bilopillja

Bilopillja (ukrainska: Білопілля uttal (fil); ryska: Белополье, Belopolje) är en stad i norra Ukraina vid floden Sejm.
Bilopillja grundades som nybygge 1672 och blev stad 1780. Den var tidigare känd för tegel-, läder-, och livsmedelsindustri.